# Geissanthus furfuraceus
Geissanthus furfuraceus är en viveväxtart som beskrevs av Carl Christian Mez. Geissanthus furfuraceus ingår i släktet Geissanthus och familjen viveväxter. Inga underarter finns listade i Catalogue of Life.